# ده توت (كوهمرة خامي)
ده توت (بالفارسية: ده توت) هي قرية تقع في إيران في قسم كوهمرة خامي الريفي. يقدر عدد سكانها بـ 37 نسمة بحسب إحصاء 2016.